# Sebastián Balsas
Sebastián Balsas, vollständiger Name Sebastián Andrés Balsas Bruno (* 5. März 1986 in Montevideo, Uruguay) ist ein ehemaliger uruguayischer Fußballspieler.

## Karriere

### Jugend und Amateurzeit
Bereits während seiner Jugend gehörte er dem Verein Nacional Montevideo an. Dort spielte er im Alter von 15 Jahren in der Séptima. Seine Familie wanderte jedoch 2001 im Zuge der südamerikanischen Finanzkrise aus wirtschaftlichen Erwägungen nach Spanien aus. In Spanien gehörte er den Jugendmannschaften von Saragossa und Oliver an. In den Profifußball fand er, nachdem sein Talent während des Weihnachtsurlaubs 2005 in seiner alten Heimat während eines Futsal-Spiels vom in der gegnerischen Mannschaft kickenden Unternehmer Gustavo Nikitiuk entdeckt wurde. Zunächst spielte er in der Tercera Liverpool Montevideos. Sodann trainierte er eine Halbserie mit der Ersten Mannschaft von Miramar Misiones, kam aber nicht zum Einsatz. Nachdem man ihm mitteilte, dass man zukünftig nicht auf ihn setzen würde, wechselte er zu Racing in die Tercera-Mannschaft. Dort absolvierte er 14 von 15 Partien und schoss vier Tore.

### Erster Profieinsatz und weitere Karriere
In der Ersten Mannschaft debütierte er schließlich mit einem Startelfeinsatz gegen Boston River, bei dem er direkt einen Treffer erzielte. Mit Racing feierte der Stürmer 2008 den Meisterschaftsgewinn der Segunda División. In der anschließenden Erstliga-Saison schoss er elf Tore (sechs in der Apertura 2008, fünf in der Clausura 2009). Andere Quellen nennen hier eine Trefferzahl von acht Toren (sechs in der Apertura 2008, zwei in der Clausura 2009) in 26 Einsätzen in jener Saison. Zudem konnte er sich mit der Mannschaft für die Copa Libertadores 2010 qualifizieren. Nach vier Toren in vier Spielen in der Apertura 2009 und dem durch seine Leistungen in dieser Zeit geweckte Interesse verschiedener größerer Clubs, darunter Nacional und dessen Lokalrivale Peñarol Montevideo entschied er sich zu einem Wechsel zu Nacional Montevideo. Zustande kam der Wechsel dadurch, dass ein Geschäftsmann 50 Prozent der Transferrechte erwarb, die auf eine Million US-Dollar taxiert waren. Während des Torneo Apertura 2009 und der Clausura 2010 stand er fortan im Kader der Bolsos. Seine Bilanz weist dabei neben 17 bestrittenen Partien (fünf Tore) der Primera División auch je drei absolvierte Begegnungen in der Copa Libertadores und der Liguilla Pre Libertadores 2009 auf. Zur folgenden Saison ging er nach Argentinien, wo er sich San Lorenzo de Almagro anschloss. Ende Januar 2011 wurde sein Wechsel für sechs Monate auf Leihbasis zu Teneriffa vermeldet, wobei auch die Transferrechte an den bis dato immer noch zur Hälfte daran beteiligten Verein Racing fallen sollten. Auch wird von einer zwischenzeitlichen Rückkehr zu Racing im Torneo Clausura 2011 gesprochen, der sein Wechsel nach Europa in Spaniens Zweite Liga, die Liga Adelante, folgte. Dort stand er im Rahmen einer Ausleihe mit Kaufoption ab Beginn der Spielzeit 2011/12 in vier Ligaspielen und dabei insgesamt lediglich 44 Minuten für den FC Córdoba auf dem Platz. Hinzu kamen drei Einsätze im Pokal. Aus Spanien führte sein Weg Anfang 2012 auf Basis eines einjährigen Leihvertrages mit Kaufoption zu den Argentinos Juniors, wo er das Sturmzentrum nach dem Abgang Santiago Salcedos verstärken sollte. Im Juli 2012 unterzeichnete er einen Vertrag bei Independiente Rivadavia. Für diesen Klub, zu dem er für ein Jahr auf Leihbasis wechselte, trat er in der Spielzeit 2012/13 in der Primera B Nacional an, wo er dreimal eingesetzt wurde. Mitte 2013 kehrte er zum Córdoba CF zurück. Zunächst hatte ein Engagement bei Danubio im Raum gestanden, das sich aber wegen einer bei Balsas aufgrund eines Bandscheibenvorfalls notwendig gewordenen Operation zerschlug.
Im Januar 2014 schloss er sich erneut Racing an. Ein Einsatz wird dort für ihn nicht geführt. Mitte August 2014 wechselte er nach Italien zu L’Aquila Calcio. Dort wurde er nicht in der Liga eingesetzt. Balsas musste schließlich aufgrund einer Rückenverletzung seine sportliche Karriere beenden und löste daher Ende 2014 seinen Vertrag auf. Nach dem Karriereende betreibt er (Stand: Mai 2016) ein Restaurant in Saragossa.

## Erfolge
- Meister der Segunda División (Uruguay) (2007/08)

## Privates und Sonstiges
Balsas hat einen Zwillingsbruder namens Germán. Daneben haben seine Eltern Daniel und Elena Töchter.
Im Mai 2012 wurden Balsas und sein Mannschaftskamerad Sergio Escudero Opfer eines bewaffneten Raubüberfalls an einem öffentlichen Geldautomaten in Puerto Madero, einem Stadtteil von Buenos Aires. Infolge seiner Gegenwehr erlitt Balsas eine Stichwunde im Bein. Die Täter erbeuteten 670.000 Argentinische Pesos.